# Синдром Рея
Синдро́м Ре́я, синдром Ре́йе (острая печёночная недостаточность и энцефалопатия, «белая печёночная болезнь») — редкое, но очень опасное, часто угрожающее жизни острое состояние, возникающее у детей и подростков (чаще в возрасте 4—12 лет) на фоне лечения лихорадки вирусного происхождения (грипп, корь, ветряная оспа) препаратами, содержащими ацетилсалициловую кислоту, и характеризующееся быстро прогрессирующей энцефалопатией (вследствие отёка головного мозга) и развитием жировой инфильтрации печени. Синдром Рея сопровождается гипераммониемией, повышением уровня АСТ, АЛТ в сыворотке крови (более чем в 3 раза) при нормальном уровне билирубина.
В основе синдрома лежит генерализованное повреждение митохондрий вследствие ингибирования окислительного фосфорилирования и нарушения β-окисления жирных кислот.
Синдром впервые описан австралийским патологом Дугласом Реем в 1963 году.

## Клинические проявления
- Для заболевания характерно двухфазное течение. Первые симптомы — симптомы инфекции верхних отделов респираторного тракта либо иногда ветряная оспа[4].
- Через 5-6 дней после начала вирусного заболевания (при ветряной оспе — на 4-5 день после появления высыпаний) внезапно развиваются тошнота и неукротимая рвота, сопровождающаяся изменением психического статуса (варьирует от лёгкой заторможенности до глубокой комы и эпизодов дезориентации, психомоторного возбуждения). В анамнезе — приём ацетилсалициловой кислоты или АСК-содержащих препаратов с целью снижения температуры.
- У детей до 3-х лет основными признаками болезни могут быть нарушение дыхания, сонливость и судороги, а у детей первого года жизни отмечается напряжение большого родничка.
- При отсутствии адекватной терапии характерно стремительное ухудшение состояния больного: быстрое развитие комы, децеребрационной и декортикационной поз, судорог, остановки дыхания.
- Увеличение печени отмечается в 40 % случаев, однако желтуха наблюдается редко.
- Характерно повышение АСТ, АЛТ, аммиака в сыворотке крови больных.

## Прогноз
Летальность у детей при синдроме Рея составляет 20-30 %, но она меньше 2 % у детей с лёгким течением заболевания и больше 80 % — при глубокой коме. Прогноз зависит от тяжести изменений функций головного мозга и скорости их прогрессирования; от того, насколько высоко внутричерепное давление, и от количества аммиака в крови (высокое содержание аммиака указывает на значительное угнетение функции печени). Дети, которые преодолевают острую фазу болезни, обычно выздоравливают полностью. Если возникали судороги, позже могут появляться некоторые признаки повреждения мозга, например, задержка умственного развития, судорожные расстройства, подёргивания мышц или повреждение периферических нервов. Синдром Рея в редких случаях возникает у одного ребёнка дважды.

## Профилактика
Следует соблюдать осторожность при назначении ацетилсалициловой кислоты при высокой температуре у детей до 12 лет. Детям при заболевании гриппом, корью или ветряной оспой нельзя давать аспирин, в таких случаях рекомендуется заменять его парацетамолом или ибупрофеном. При появлении рвоты, сильной головной боли, вялости, раздражительности, делирия, расстройства дыхания, ригидности рук и ног, комы следует немедленно обратиться к врачу.
Для того, чтобы предотвратить развитие синдрома Рея, родителям следует давать жаропонижающие и болеутоляющие лекарства, не содержащие салицилатов.

## Лечение
Симптоматическое лечение в условиях отделения реанимации. Инфузионная терапия, контроль электролитов, ИВЛ и прессоры (норадреналин) в терминальных случаях. Маннитол может быть использован при клинике отёка мозга.